# Недолгая вторая жизнь Бри Таннер
До рассвета. Недолгая вторая жизнь Бри Таннер (англ. The Short Second Life of Bree Tanner, «Короткая вторая жизнь Бри Таннер») — книга из серии «Сумерки», изданная после двухлетнего перерыва после выхода «Рассвета» в 2008 году и являющаяся своеобразным дополнением к «Затмению». Центральным героем повествования является девушка-вампир Бри, а не Белла Свон, как в остальных книгах серии.

## Сюжет
Действие книги разворачивается в одно время с событиями «Затмения». В книге рассказывается о короткой жизни новообращённой вампирши Бри Таннер — одной из армии новообращённых, вокруг нападения которой на Калленов, в свою очередь, вращается сюжет «Затмения».
Армия новорождённых из Сиэтла была создана Викторией для уничтожения семьи Калленов, поскольку Виктория жаждала убить Беллу Свон, дабы отомстить её возлюбленному Эдварду Каллену за убийство своего возлюбленного, Джеймса, которого (по её убеждению) убил именно Эдвард. Максимальная численность армии не превышала 22 вампиров, которые к тому же иногда убивали друг друга, сбегали или были убиты Викторией и её подручным, Райли (Бри предполагала, что, по меньшей мере, пятеро, по словам Райли, «сгоревших на солнце», в убийственных для вампиров свойствах которого он, по указке Виктории, убедил армию, либо сбежали, либо, подобно Бри и её  возлюбленному Диего, поняли, что солнце вампирам не вредит, пошли с этими сведениями к Райли и были им и Викторией убиты; впоследствии та же участь постигла и Диего). Все в армии были обращены Викторией: из текста новеллы можно предположить, что Райли заманивал потенциальных «новобранцев» (например, голодную Бри — бургером, а Диего, отомстившего за убийство младшего брата, — спасением от сообщников убийцы и обещанием новой жизни), а затем доставлял к Виктории, которая их обращала. При этом в лицо и по имени никто, кроме него, Викторию не знал — своим «солдатам» она была известна только как «создательница» или просто «она».
Армия Виктории держала в страхе Сиэтл, однако ни сама Виктория, ни кто-либо из её бойцов всерьёз не думали о соблюдении тайны (хотя Райли и Диего (как его ближайший помощник) пытались сдерживать новорождённых, отправляемых на охоту, это, как правило, успеха не имело), в результате чего из Италии прибыл карательный отряд клана Вольтури в составе Алека, Феликса и Деметрия во главе с Джейн, с указанием выяснить намерения устроивших бойню в Сиэтле, касаются ли эти намерения Калленов, и в случае, если это так, передать ультиматум: или армия нападёт, или будет уничтожена Вольтури (впрочем, в случае победы Виктории Вольтури не обещали сохранить ей и её бойцам жизнь). Для принятия решения Джейн определила Виктории срок в пять дней.
По приказу Виктории Райли, также ею обманутый, объявил армии о наличии враждебного клана, членам которого, ловким и умелым, «много сотен лет» и который якобы намерен напасть на армию, перебить её и захватить Сиэтл, дабы кормиться там, после чего выбрал двух «капитанов», велел им разделить остальных на две команды, а затем, после двух с половиной суток непрерывной тренировки и истребления целого парома с людьми, рассказал, что у вражеского клана жёлтые глаза, соврав, что жёлтые они от возраста, сообщил, что враги держат при себе «ручную человеческую девчонку» (т.е. Беллу), будто бы потому, что «размякли», предоставил новорождённым красную блузку Беллы, дабы те запомнили запах, и разрешил уничтожить Беллу первому, кто до неё доберётся, после чего солгал ещё и о том, что четыре дня в году вампиры могут выходить на солнце, не опасаясь сгореть; кроме того, всё это время он обманывал Бри насчёт Диего, говоря ей, что тот или у Виктории, или на рекогносцировке.
Бри, вместе с Диего видевшая, как отряд Вольтури нанёс визит Виктории и Райли, и слышавшая разговор последних с Джейн, сопоставила увиденное с услышанным от Райли и с тем, что узнала вместе с Диего, после чего пришла к выводу, что Райли по какой-то причине целенаправленно обманывает всю армию, и решила сбежать, предварительно найдя Диего. Перед побегом она поделилась своими соображениями с одним из новорождённых по кличке «Стрёмный Фред» и, выяснив, что тот сам о многом догадался и также намерен сбежать, решила, найдя Диего, присоединиться с ним к Фреду. Последний, пообещав ждать её, одну или с Диего, в Ванкувере ещё в течение суток, покинул армию ещё до битвы, а Бри отправилась искать Диего, попутно наткнувшись на Райли и услышав от него, будто бы Диего в первых рядах атакующих. Не найдя возлюбленного до начала битвы, Бри примчалась на поле боя и, став свидетельницей разгрома своего клана Калленами, на поверку оказавшимися отнюдь не кучкой слабых стариков, поняла, что Диего мёртв, причём уже давно, после чего пыталась сбежать, но была схвачена Карлайлом и сдалась, не оказав сопротивления. Под охраной Джаспера, приказавшего ей закрыть глаза, Бри просидела на поляне всё то время, пока Джейкоб спасал Ли от последнего новорождённого (не зная о существовании оборотней и не видя их, но услышав их вой, она сочла их какими-то особенными «воющими» вампирами), вскоре после чего обнаружила на поляне всех Калленов и Беллу. С трудом, отчасти из страха перед Джаспером, отчасти по совету Карлайла, Бри сдержалась, чтобы не броситься на неё, хотя и страдала от невыносимой жажды.
Через какое-то время после пленения Бри Калленами на поле боя прибыли Вольтури, и Джейн подвергла Бри воздействию своего дара, после чего допросила. В ходе этого допроса Бри поняла, что Каллены знали всё о Виктории, её планах и цели — любой ценой отомстить Белле, что дар Джейн на Беллу не действует, а также узнала, что Виктория и Райли уничтожены, причём Виктория — Эдвардом, который, как надеялась Бри, понял из её мыслей, как Райли воздействовал на новорождённых и какую роль в нападении последних сыграли Вольтури. Новелла заканчивается тем, что, жалея о невозможности предупредить Фреда о Вольтури и рассказать ему правду о Калленах, Бри мысленно просит Эдварда не обижать его, после чего Джейн велит Феликсу заняться ею, Эдвард просит Беллу не смотреть, и Бри, решившая, что просьба относится к ней, закрывает глаза.

## Основные персонажи
- Бри Таннер (англ. Bree Tanner) — трёхмесячная вампирша, обращённая Викторией в возрасте неполных 16 лет. До обращения в вампира жила с отцом, но потом сбежала от него из-за того, что он бил её и её маму (та сбежала, когда Бри была ещё ребенком). Сбежав, Бри начала голодать. Райли повстречал её, предложив бургер («Хочешь бургер, девочка?»), и в итоге отвез девушку к Виктории. Та посчитала её слишком юной, однако всё-таки обратила её. Прожив в новом облике три месяца (большую часть времени прячась за спиной (в буквальном смысле) у парня по имени Фред, от одного взгляда на которого начинает тошнить), Бри влюбилась в Диего. Они скрывали свои отношения от всей армии, но Райли начал что-то подозревать. Роман продолжился всего два дня, после чего Диего исчез, оставив Бри в замешательстве. Вскоре Райли начал готовить армию к битве с Калленами, принёс блузку Беллы, чтобы те смогли найти её и Калленов. Бри имела не такие кровавые взгляды, как все прочие в армии, и хотела сбежать с Диего и Фредом, подозревая, что их всех обманывают (вся армия верила мифу (в котором их, по указке Виктории, убедил Райли), что солнце смертельно для вампиров, за исключением некоторых четырёх дней в году, о которых впоследствии солгал Райли). Бри и Диего обнаружили, что их кожа на солнце сверкает, сами они назвали это «эффектом диско-шара». Сохраняя надежду, что Диего ещё жив, девушка отправилась с армией, но так и не встретила его, не обнаружив и намёка на его труп. Сама в битве не участвовала, но попыталась в отчаянии сбежать. Карлайл её остановил, обещав пощадить, если она не будет сопротивляться. Обнаружив среди Калленов Беллу, она испытывала сильную жажду, но всё-таки сдержалась. Она была убита Вольтури, хотя некоторые Каллены пытались заступиться за неё; прежде чем умереть, успела рассказать Эдварду (в мыслях) об истинной причине визита отряда Вольтури. 
В «Затмении» она умерла через 10 страниц.

В фильме «Сумерки. Сага. Затмение» (где её имя не называется) её роль была исполнена канадской актрисой Джодель Ферланд.
- Райли (англ. Riley) — предводитель армии и самый старший вампир в ней. Был влюблён в Викторию, но та постоянно врала ему (вследствие чего заставила его врать всей армии) и не испытывала к нему настоящих чувств. Из всей армии только он видел в лицо и знал по имени Викторию, остальная армия её лица и имени не знала, чтобы Элис и Эдвард не догадались, что это дело её рук. Его возраст — примерно год, но больше или меньше — неизвестно. Был убит Сетом Клируотером с небольшой помощью Эдварда.
В фильме «Сумерки. Сага. Затмение» упоминается его фамилия — Райли Бирс (англ. Riley Biers), а также причина его обращения Викторией (она превратила его в вампира только из-за того, что он знал местность, будучи родом из Форкса). 
Роль была исполнена австралийским актёром Ксавьером Сэмюэлем.

- Диего (англ. Diego) — одиннадцатимесячный вампир, возлюбленный Бри. Райли очень ценил его. На момент обращения в вампира ему только-только исполнилось 18 лет. Хотел поступить в колледж и быть подальше от проблем. Но когда его младшего брата убили, решил отомстить. Его встретил Райли, оказав помощь против сообщников убийцы брата, а затем спросив: «Хочешь новую жизнь, парень?», после чего привёл юношу к Виктории, и та обратила его. Диего близко познакомился с Бри во время охоты с Кевином и мальчиком, назвавшим себя «Человеком-Пауком». Последние вели себя не очень осторожно, чем не понравились Диего и Бри. Новообращённые разговорились в тайном месте Диего, где обнаружили, что вампиры не сгорают на солнце, а сверкают. Диего решил рассказать Райли об открытии, но тот и Виктория убили его, так как он слишком много знал.

- Стрёмный Фред (англ. «Freaky» Fred) — единственный в армии вампир, обладающий особым даром — по его желанию всех вокруг начинало подташнивать, до рвоты включительно; кроме того, развивая и тренируя свой дар, смог становиться фактически невидимым для окружающих. По мнению Бри, внешне самый взрослый вампир в армии, выглядящий «уже студентом, а не старшеклассником». Также он — единственный из новообращённых, кому удалось спастись: он вовремя сбежал из армии, не принимая никакого участия в битве против Калленов и оборотней, что предлагал и Бри, но та отказалась, ссылаясь на необходимость найти Диего. В конце новеллы Бри жалеет, что перед смертью не сможет предупредить его о Вольтури и рассказать, каковы Каллены на самом деле, но подчёркивает, что Фред очень талантлив и изворотлив, так что, скорее всего, сможет выжить.